# The Drag
The Drag ist ein kanadischer animierter Kurzfilm von Carlos Marchiori aus dem Jahr 1966. Er entstand im Auftrag des Department of National Health and Welfare. Die französische Sprachversion trägt den Titel L’Homme Cheminée.

## Handlung
Ein Mann liegt bei einem Psychiater auf der Couch. Er raucht kontinuierlich, während er den Psychiater bittet, ihm zu helfen. Er rekonstruiert seine Abhängigkeit von Zigaretten. Er war ein normales Kind, wuchs jedoch in einer Familie auf, in der stets geraucht wurde. Als er etwas älter war, probierte er seine erste Zigarette – einen Stummel, den er in einem Aschenbecher gefunden hatte. Ihm wurde schlecht. In der Schule war er stets der Außenseiter, da alle anderen Jungen der Klasse rauchten. Um in ihren Kreis aufgenommen zu werden, probierte er eine Zigarette, doch wurde ihm erneut schlecht und er fing nicht mit Rauchen an. Als er erwachsen wurde, wunderte er sich oft, warum andere Männer viel attraktiver als er wirkten und er studierte Westernhelden, Muskelmänner und Musiker. Eines Tages bemerkte er, dass all diese Männer rauchten. Er begann nun selbst mit dem Rauchen, fühlte sich stark, mutig und attraktiv, bekam schnell eine Freundin und beeindruckte mit Zigarette und schnellem Auto. Die Werbung suggerierte ihm nur Gutes. Mit der Zeit übernahm die Zigarette in seinem Leben eine zentrale Rolle, er rauchte immer mehr und vernachlässigte andere Dinge, wie zum Beispiel exquisites Essen, wenn er stattdessen rauchen konnte.
Gelegentlich versuchte der Mann, von der Zigarette loszukommen, fühlte sich dabei jedoch stets schlecht und fing wieder mit Rauchen an. Als er im Fernsehen hörte, dass Rauchen Krebs verursacht, wandte er sich schließlich verzweifelt an den Psychiater. Der rät ihm, sich erst einmal bewusst zu machen, dass er wirklich aufhören will, und raucht während der Sprechstunde mit dem Mann eine Zigarette nach der anderen. Der Mann flieht aus der Praxis. Zu Hause dreht er verzweifelt den Gashahn auf und weint. Nach einer Weile – das Gas hat sich bereits im ganzen Zimmer verteilt – entscheidet er sich, schnell eine Zigarette zu rauchen. Das Feuerzeug geht an und führt zu einer gewaltigen Explosion. Der Mann bleibt verdutzt in den Trümmern seiner Wohnung zurück.

## Produktion
The Drag entstand als Aufklärungsfilm über das Rauchen bzw. die Tabak-Abhängigkeit. Der Film wurde von Carlos Marchiori animiert, der auch Regie führte. Der Mann im Film wird von Guy Glover gesprochen. The Drag erschien 1966.

## Auszeichnungen
The Drag wurde 1967 für einen Oscar in der Kategorie „Bester animierter Kurzfilm“ nominiert, konnte sich jedoch nicht gegen A Herb Alpert & the Tijuana Brass Double Feature durchsetzen. Auf den Internationalen Filmfestspielen von Cannes 1966 lief der Film im Wettbewerb um die Goldene Palme für den besten Kurzfilm.